# Nederlands Wijnmuseum

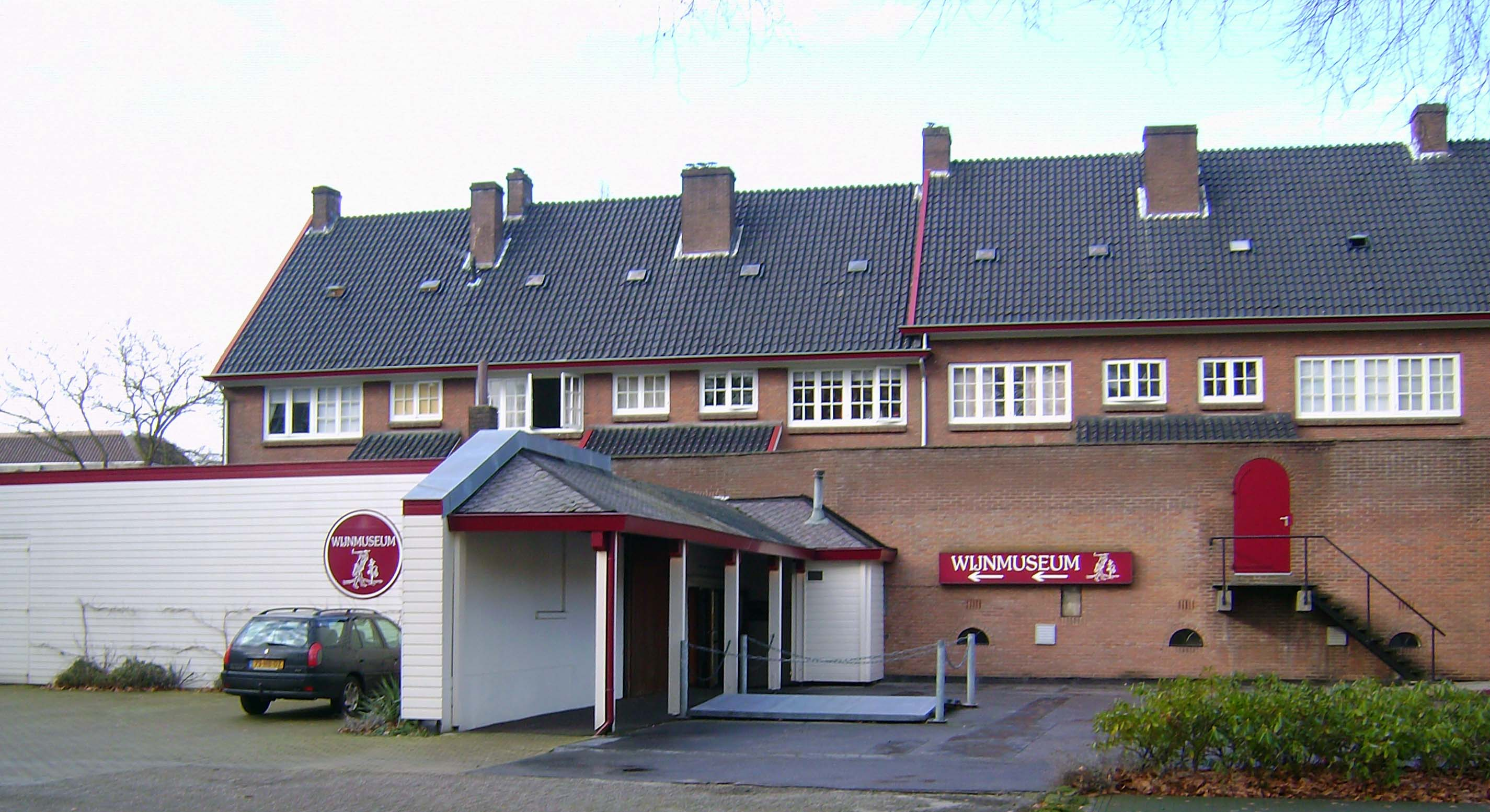
Het wijnmuseum in Arnhem

Het Nederlands Wijnmuseum in de stad Arnhem werd op 28 april 1983 geopend door de toenmalig commissaris van de Koningin in Gelderland Molly Geertsema en Christie's wijnveilingmeester Michael Broadbent.
Het is een particulier museum, gevestigd in de oude wijnkelders van wijnhandel Robbers & van den Hoogen aan de Velperweg in Arnhem. De expositie gaat in op allerlei aspecten van de wijnbouw, waaronder de wijngaard en -stokken, de oogst, het kneuzen en persen van de druiven, de gisting en het bottelen. Daarnaast worden diverse artikelen rondom wijnbouw en -consumptie tentoongesteld, waaronder kurkentrekkers, flessen en door prominente Nederlanders gesigneerde sherryvaten.
Het museum organiseert bovendien rondleidingen in combinatie met proeverijen.